# Lbín (Hlinná)
Lbín (německy Welbine) je vesnice na jižním úpatí Dlouhého vrchu v Českém středohoří ve vzdálenosti 5 km severně od Litoměřic. Dnes je místní částí obce Hlinná a je využívána převážně k rekreačním účelům.

## Historie
Ves je prvně zmiňovaná k roku 1100 jako majetek vyšehradské kapituly. Historie Lbína je pevně propojena s dějinami Žitenic, které bývaly centrem této lokality. Za husitských válek přešel majetek na pány z Roupova, aby se po jejich odchodu do exilu vrátil opět vyšehradské kapitule a zůstal v jejím držení. Počet obyvatel podhorské vsi stále mírně stoupal a maxima dosáhl v 80. letech 19. století, kdy žilo v obci 244 obyvatel, hlavně německé národnosti ve 42 domech. Poté počet obyvatel převážně klesal.

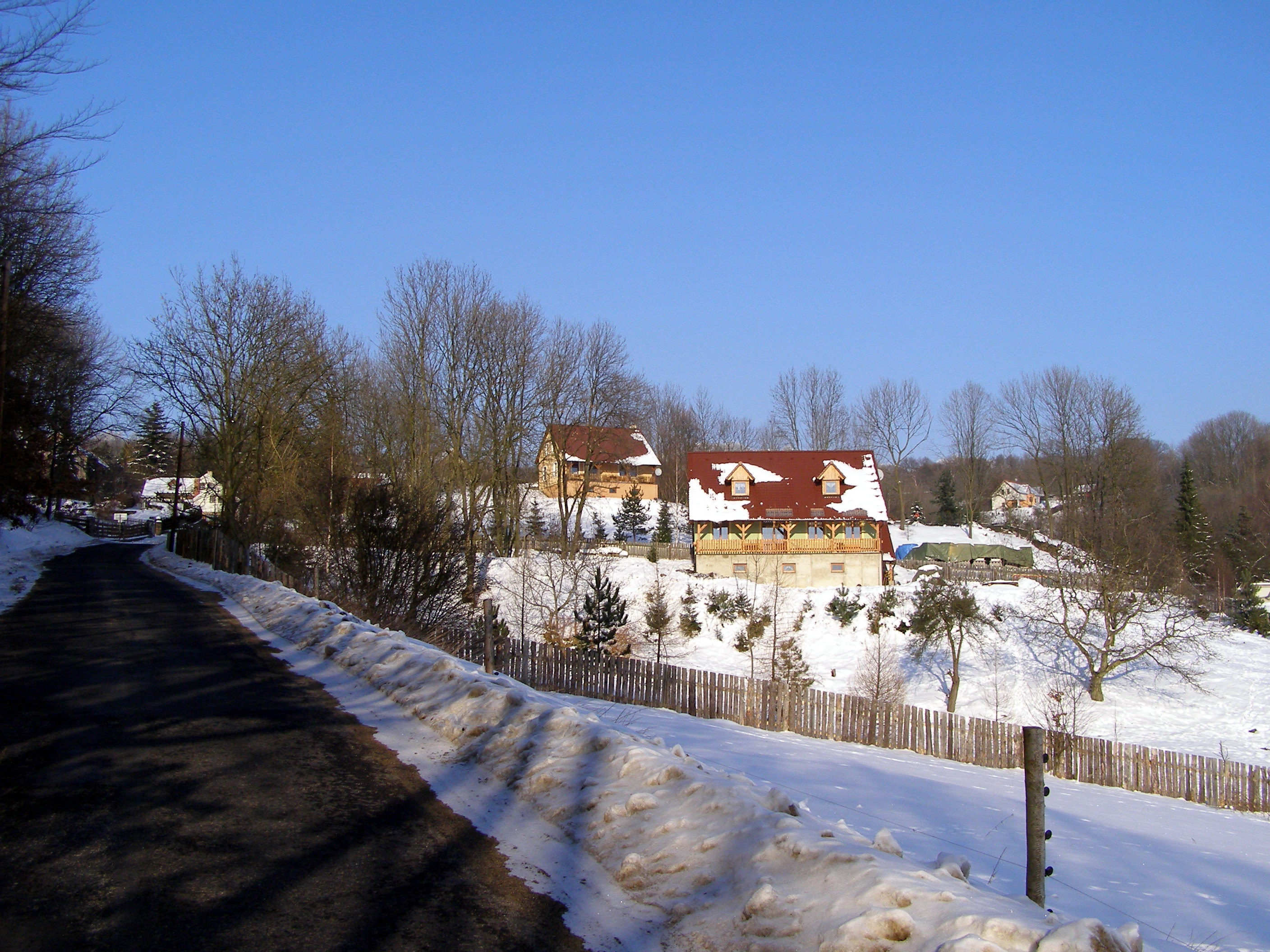
Lbín od jihu

Lidé se tu uživili zemědělstvím, hlavně ovocnářstvím, přestože vesnice stojí v relativně velké nadmořské výšce, ovšem v poloze chráněné od severu. Těsně na konci 19. století zde bylo objeveno hnědé uhlí. Ložisko bylo poměrně malé, a tak k těžbě nikdy nedošlo. V roce 1878 zde byla otevřena škola, protože předtím musely děti denně docházet do pět kilometrů vzdálených Žitenic, kam Lbín byl příslušný i farou.
Po vyhnání německého obyvatelstva po roce 1945 se podařilo vesnici dosídlit jen asi z jedné čtvrtiny.

## Současnost
Dnes jsou stále patrné projevy původních patrových domů a hospodářských staveb zemědělských usedlostí, jakož i prostých přízemních domků, propůjčujících vsi tradiční regionální venkovský ráz. Zvolna, ale vytrvale převládá vlna příměstského rekreačního stavitelství, které nastalo s rozmachem módní vlny chalupářství. Díky automobilismu je dnes obec dostupná i z blízkých Litoměřic a je vyhledávaným cílem chalupářů, rekreantů a turistů. V devadesátých letech 20. století kolem Lbína vznikl rozsáhlý pastevní areál pro ovce a v menší míře i koně.
Rozkvět zaznamenal také sport, a to hlavně cyklistika a v zimě běh na lyžích. Do roku 2008 zde fungoval i lyžařský vlek. V bývalém areálu živočišné výroby při severozápadním okraji vsi se dnes zpracovává dřevo a také zde byla znovu otevřená restaurace. Připomínkou „starých dobrých časů“ také zůstává křížek a zvonička – vidlák na návsi a památkově chráněná chalupa s částečně roubeným patrem.

## Nový Dvůr
Nový Dvůr (Neuhof) – 555 m n. m. – je bývalá samota vysoko ve svahu Dlouhého vrchu, 1 km východně od Lbína. Byla založena ze Žitenic roku 1770. Z přízemní zděné hájovny, postavené v 19. století zbyly nevýrazné rozvaliny. Na části ruin je dnes postavena srubová účelová stavba. Nachází se zde pramen Pokratického potoka. V údolí horního toku tohoto potoka patřily ke Lbínu ještě samoty Lbínský Mlýn a Mlýneček.

## Obyvatelstvo
|                                                                 | 1869 | 1880 | 1890 | 1900 | 1910 | 1921 | 1930 | 1950 | 1961 | 1970 | 1980 | 1991 | 2001 | 2011 |
| --------------------------------------------------------------- | ---- | ---- | ---- | ---- | ---- | ---- | ---- | ---- | ---- | ---- | ---- | ---- | ---- | ---- |
| Obyvatelé                                                       | 225  | 244  | 217  | 222  | 215  | 188  | 199  | 48   | 53   | 26   | 15   | 6    | 15   | 44   |
| Domy                                                            | 44   | 47   | 47   | 47   | 46   | 45   | 44   | 41   | .    | 9    | 6    | 15   | 27   | 34   |
| Počet domů z roku 1961 je zahrnut v domech místní části Hlinná. |      |      |      |      |      |      |      |      |      |      |      |      |      |      |

## Pamětihodnosti
- Usedlost čp. 32
- Krucifix
- Zvonička (vidlák)